# 让布勒
让布勒（法語：Jambles，法語發音：[ʒɑ̃bl]）是法国索恩-卢瓦尔省的一个市镇，属于索恩河畔沙隆区。

## 地理
让布勒（46°46'26"N, 4°41'37"E）面积8.25 平方千米，位于法国勃艮第-弗朗什-孔泰大區索恩-卢瓦尔省，该省份为法国中部省份，北起顺时针与科多尔省、汝拉省、安省、罗讷省、卢瓦尔省、阿列省和涅夫勒省接壤。
与让布勒接壤的市镇（或旧市镇、城区）包括：巴里泽、沙泰勒莫龙、日夫里、莫罗日、圣但尼德沃、圣埃莱娜。

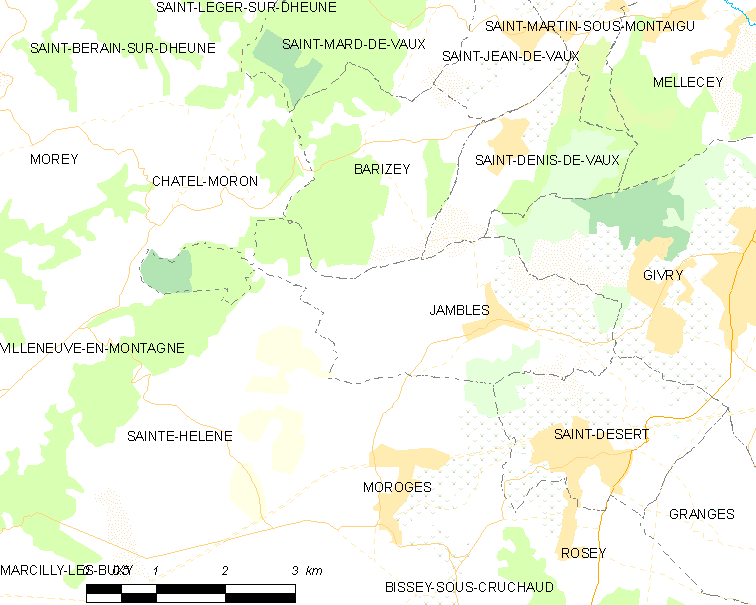
让布勒的OSM定位图

让布勒的时区为UTC+01:00、UTC+02:00（夏令时）。

## 行政
让布勒的邮政编码为71640，INSEE市镇编码为71241。

## 政治
让布勒所属的省级选区为日夫里县。

## 人口

1962-2008年间让布勒人口变化图示

让布勒于2022年1月1日时的人口数量为475人。